# Grammy-díj a legjobb hard rock/metal teljesítményért
A legjobb hard rock/metal teljesítményért járó Best Hard Rock/Metal Performance elnevezésű Grammy-díjat 2012-ben hozták létre a korábbi Best Hard Rock Performance és Best Metal Performance kategóriák összevonásával a hard rock és heavy metal műfajban alkotó előadók elismerésére. A díjat csak két évben adták át: 2012-ben és 2013-ban, 2014-től kettéoszlott a kategória a Best Metal Performance-ra és a Best Rock Performance-ra.
Első alkalommal a Foo Fighters nyerte el a Grammy-díjat ebben a kategóriában, többek között a tizedik Grammy jelölését is díjazás nélkül záró Megadeth előtt.

## 2010-es évek
| Év   | Díjazott                                                              | További jelöltek                                                    |
| ---- | --------------------------------------------------------------------- | ------------------------------------------------------------------- |
| 2013 | Halestorm – Love Bites (So Do I) (a The Strange Case Of… c. albumról) | - Megadeth – Whose Life (Is It Anyways?) (a Th1rt3en c. albumról)   |
| 2012 | Foo Fighters – White Limo (a Wasting Light c. albumról)               | - Sum 41 – Blood In My Eyes (a Screaming Bloody Murder c. albumról) |